# Squash nos Jogos Pan-Americanos de 2023 - Duplas mistas
O torneio de duplas mistas do squash nos Jogos Pan-Americanos de 2023 foi disputado em 2 e 3 de novembro de 2023 no Centro Esportivo de Raquetes, localizado no cluster do Estádio Nacional. Um total de 12 competidores de 6 Comitês Olímpicos Nacionais (CON) participaram do evento.

## Calendário
Horário local (UTC−3).
| Data          | Hora  | Fase             |
| ------------- | ----- | ---------------- |
| 2 de novembro | 9:00  | Quartas de final |
| 2 de novembro | 15:30 | Semifinais       |
| 3 de novembro | 17:00 | Final            |

## Medalhistas
| Ouro   | USA Timothy Brownell e Olivia Blatchford                                         |
| Prata  | CAN George Crowne e Nicole Bunyan                                                |
| Bronze | EAI Luis Quisquinay e Tabita Gaitán COL Catalina Peláez e Miguel Ángel Rodríguez |

## Resultados
A competição foi realizada em dois dias até a definição dos medalhistas. Os perdedores das semifinais garantiram automaticamente as medalhas de bronze.
|  | Quartas de final                               | Quartas de final                               | Quartas de final                               | Quartas de final                           | Quartas de final |    |                                            | Semifinais                                 | Semifinais | Semifinais | Semifinais | Semifinais |  |  | Final                               | Final                               | Final | Final | Final |
|  |                                                |                                                |                                                |                                            |                  |    |                                            |                                            |            |            |            |            |  |  |                                     |                                     |       |       |       |
|  | CAN George Crowne CAN Nicole Bunyan            |                                                |                                                |                                            |                  |    |                                            |                                            |            |            |            |            |  |  |                                     |                                     |       |       |       |
|  | Bye                                            |                                                |                                                |                                            |                  |    |                                            |                                            |            |            |            |            |  |  |                                     |                                     |       |       |       |
|  |                                                | CAN George Crowne CAN Nicole Bunyan            | CAN George Crowne CAN Nicole Bunyan            | 11                                         | 11               |    |                                            |                                            |            |            |            |            |  |  |                                     |                                     |       |       |       |
|  |                                                |                                                |                                                |                                            |                  |    |                                            |                                            |            |            |            |            |  |  |                                     |                                     |       |       |       |
|  |                                                | EAI Luis Quisquinay EAI Tabita Gaitán          | EAI Luis Quisquinay EAI Tabita Gaitán          | 8                                          | 9                |    |                                            |                                            |            |            |            |            |  |  |                                     |                                     |       |       |       |
|  | CHI Agustín Carranza CHI Antonia Vera          | CHI Agustín Carranza CHI Antonia Vera          | EAI Luis Quisquinay EAI Tabita Gaitán          | 8                                          | 9                | 10 | 8                                          |                                            |            |            |            |            |  |  |                                     |                                     |       |       |       |
|  | CHI Agustín Carranza CHI Antonia Vera          | CHI Agustín Carranza CHI Antonia Vera          |                                                |                                            |                  | 10 | 8                                          |                                            |            |            |            |            |  |  |                                     |                                     |       |       |       |
|  | EAI Luis Quisquinay EAI Tabita Gaitán          | EAI Luis Quisquinay EAI Tabita Gaitán          | 11                                             | 11                                         |                  |    |                                            |                                            |            |            |            |            |  |  |                                     |                                     |       |       |       |
|  |                                                |                                                |                                                |                                            |                  |    |                                            |                                            |            |            |            |            |  |  | CAN George Crowne CAN Nicole Bunyan | CAN George Crowne CAN Nicole Bunyan | 6     | 11    | 6     |
|  |                                                |                                                | USA Timothy Brownell USA Olivia Blatchford     | USA Timothy Brownell USA Olivia Blatchford | 11               | 10 | 11                                         |                                            |            |            |            |            |  |  |                                     |                                     |       |       |       |
|  | MEX Arturo Salazar MEX Diana García            | MEX Arturo Salazar MEX Diana García            | 11                                             | 10                                         | 7                |    |                                            |                                            |            |            |            |            |  |  |                                     |                                     |       |       |       |
|  | USA Timothy Brownell USA Olivia Blatchford     | USA Timothy Brownell USA Olivia Blatchford     | 8                                              | 11                                         | 11               |    |                                            |                                            |            |            |            |            |  |  |                                     |                                     |       |       |       |
|  | USA Timothy Brownell USA Olivia Blatchford     | USA Timothy Brownell USA Olivia Blatchford     | 8                                              | 11                                         | 11               |    | USA Timothy Brownell USA Olivia Blatchford | USA Timothy Brownell USA Olivia Blatchford | 10         | 11         | 11         |            |  |  |                                     |                                     |       |       |       |
|  |                                                |                                                |                                                |                                            |                  |    | USA Timothy Brownell USA Olivia Blatchford | USA Timothy Brownell USA Olivia Blatchford | 10         | 11         | 11         |            |  |  |                                     |                                     |       |       |       |
|  |                                                | COL Catalina Peláez COL Miguel Ángel Rodríguez | COL Catalina Peláez COL Miguel Ángel Rodríguez | 11                                         | 2                | 5  |                                            |                                            |            |            |            |            |  |  |                                     |                                     |       |       |       |
|  | Bye                                            | COL Catalina Peláez COL Miguel Ángel Rodríguez | COL Catalina Peláez COL Miguel Ángel Rodríguez | 11                                         | 2                | 5  |                                            |                                            |            |            |            |            |  |  |                                     |                                     |       |       |       |
|  |                                                |                                                |                                                |                                            |                  |    |                                            |                                            |            |            |            |            |  |  |                                     |                                     |       |       |       |
|  | COL Catalina Peláez COL Miguel Ángel Rodríguez |                                                |                                                |                                            |                  |    |                                            |                                            |            |            |            |            |  |  |                                     |                                     |       |       |       |